# 後藤恵介
後藤 恵介（ごとう けいすけ、1990年5月29日 - ）、日本のプロレスラー。山形県山形市出身。171cm、110kg。血液型B型。元プロレスリングWAVE所属で、同団体男子部第1号レスラー。現在はフリー。

## 所属
- プロレスリングWAVE（2016年 - 2018年）
- フリー（2019年 - ）

## 経歴・戦歴
2016年
- 10月10日、プロレスリングWAVE後楽園ホール大会にて対日高郁人戦でデビューするが、ショーンキャプチャーで敗れる[2]。

2018年
- 12月31日付でWAVEを退団。

## 得意技
- セントーン

## タイトル歴
- TTT認定インディー統一タッグ王座